# Cyathea magna
Cyathea magna är en ormbunkeart som beskrevs av Edwin Bingham Copeland. Cyathea magna ingår i släktet Cyathea och familjen Cyatheaceae. Inga underarter finns listade.